# Ponte dos Suspiros
A Ponte dos Suspiros (em italiano:  Ponte dei Sospiri) é uma ponte característica de Veneza, situado perto da Piazza San Marco em direção da Riva degli Schiavoni, que liga o Palazzo Ducale às Prigioni Nuove, o primeiro edifício no mundo construído para ser uma prisão.
Conhecido em todo o mundo, fotografado pelos turistas provenientes de todos os lugares, lhe foi atribuído esse nome porque a lenda diz que, em tempos remotos, os prisioneiros (atravessando-a) suspiravam na ocasião de ver pela última vez o mundo externo.

## Descrição e história
A Ponte dos Suspiros foi construída em Pedra de Istria (em italiano: Pietra D'Istria - um tipo de rocha calcária microcristalina compacta com baixa porosidade, que vem precisamente da península de Istria), em estilo barroco, no início do século XVII sob projeto do arquiteto Antonio Contin, filho de Bernardino Contin e neto de Antonio da Ponte: o construtor da Ponte Rialto, por ordem do doge Marino Grimani, cujo brasão está esculpido na própria ponte.
Esta característica ponte de Veneza, localizada a uma curta distância da Piazza San Marco, atravessa o rio di Palazzo conectando, com uma dupla passagem, o Palazzo Ducale ao Prigioni Nuove, o primeiro edifício do mundo construído para ser especificamente uma prisão. Serviu como passagem para os presos das prisões acima mencionadas para os escritórios dos Inquisidores do Estado para serem julgados.
A Ponte é citada no conto "O Encontro Marcado" de Edgar Allan Poe.[carece de fontes?]

## Cópias da Ponte dos Suspiros
Existem algumas cópias da Ponte dos suspiros em Cambridge e em Oxford, na Inglaterra. Curiosamente, as duas cópias pertencem a faculdades (college) chamadas St. John's.

## Imagens

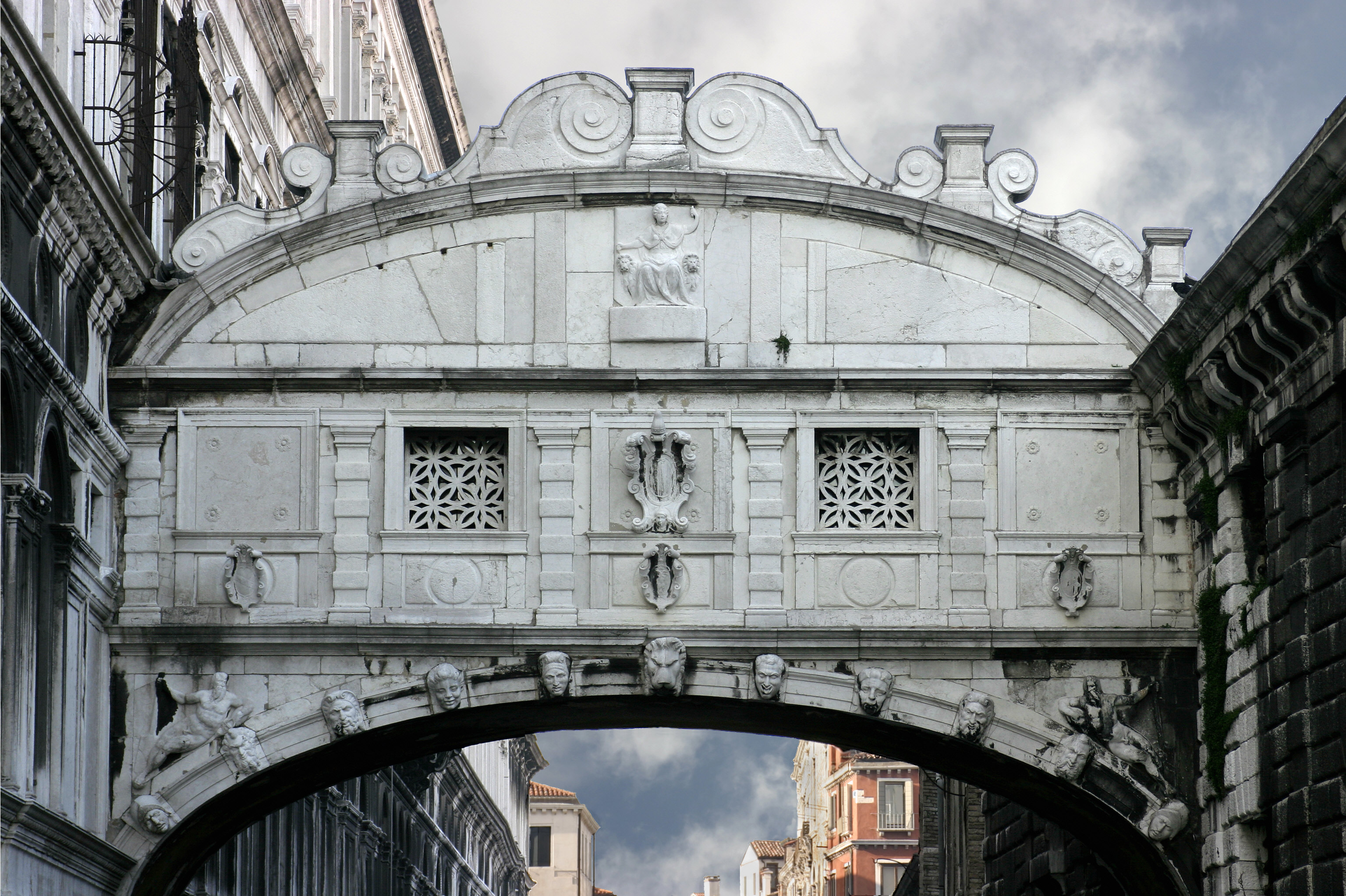
A Ponte dos Suspiros
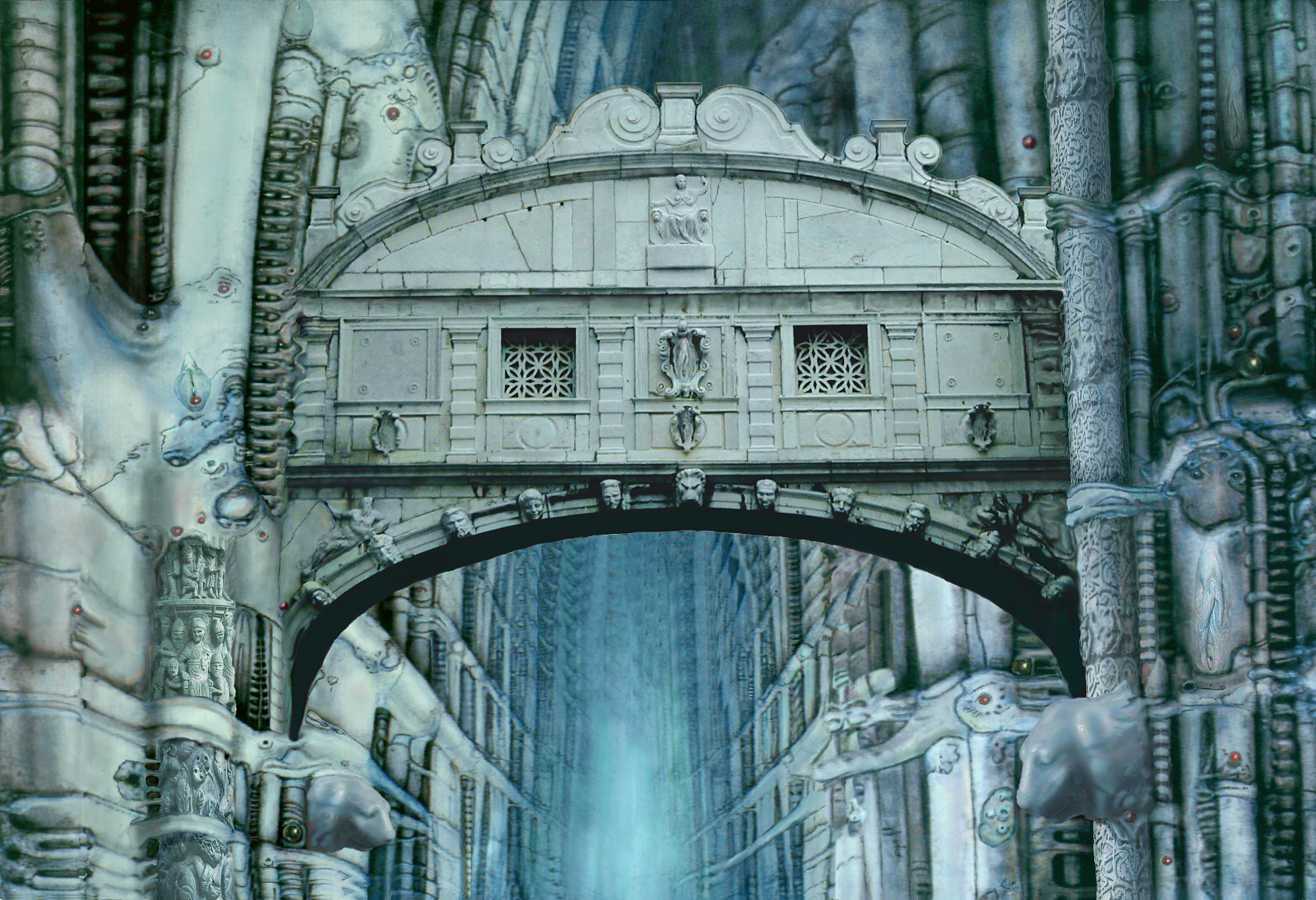
Reprodução gráfica por computador
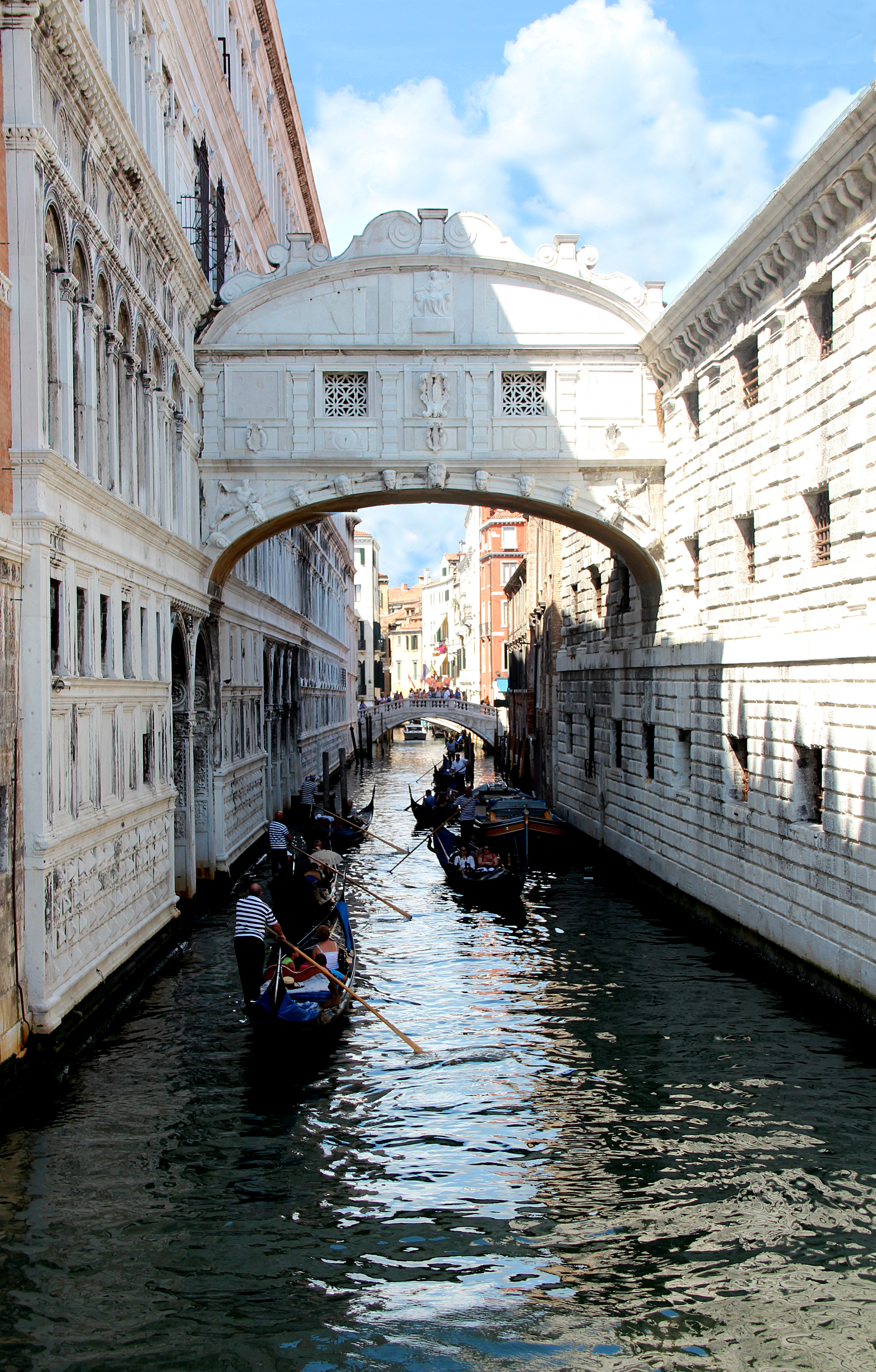
A Ponte dos Suspiros vista da Ponte della Canonica.
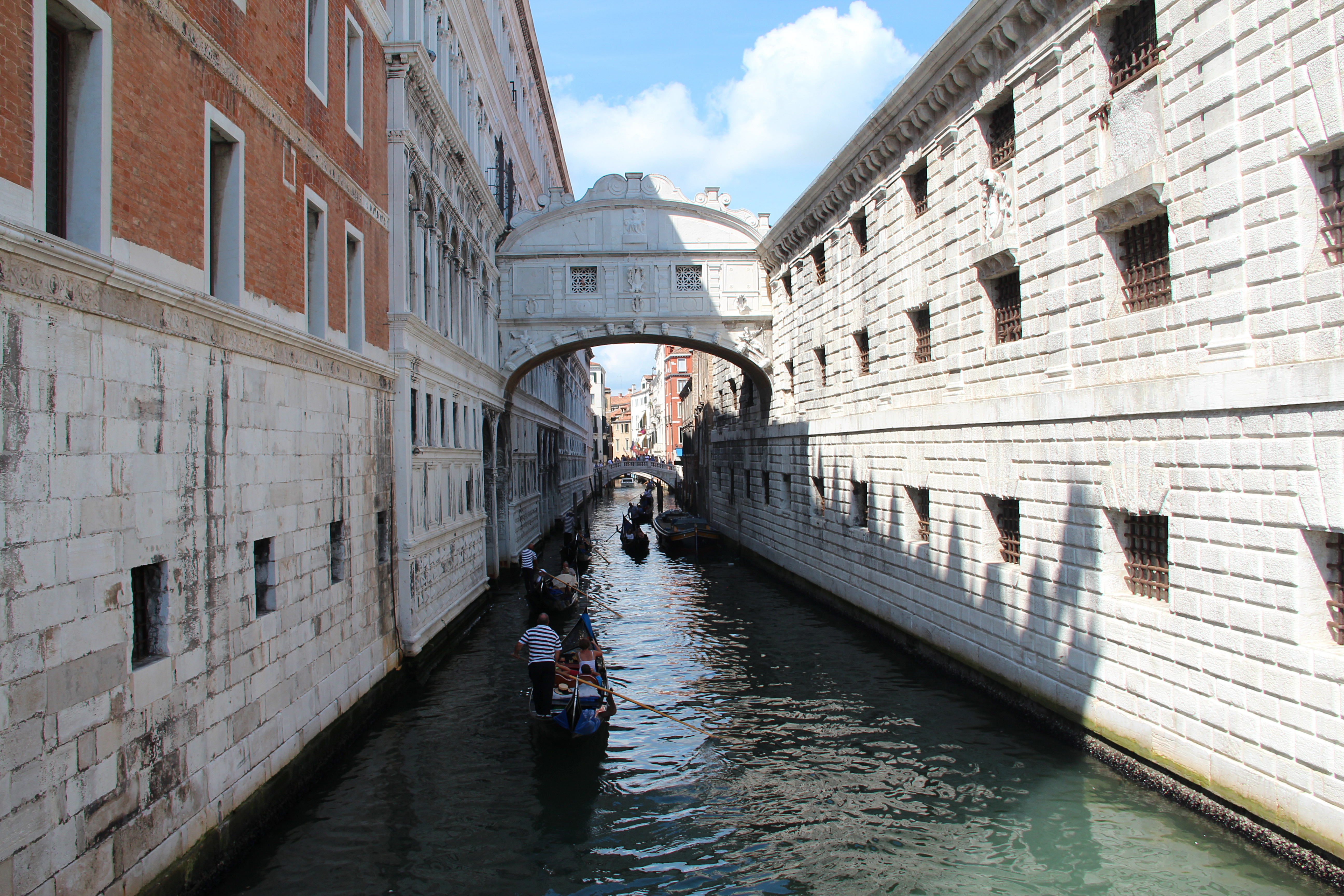
A Ponte dos Suspiros e os gondoleiros do Rio della Canonica.
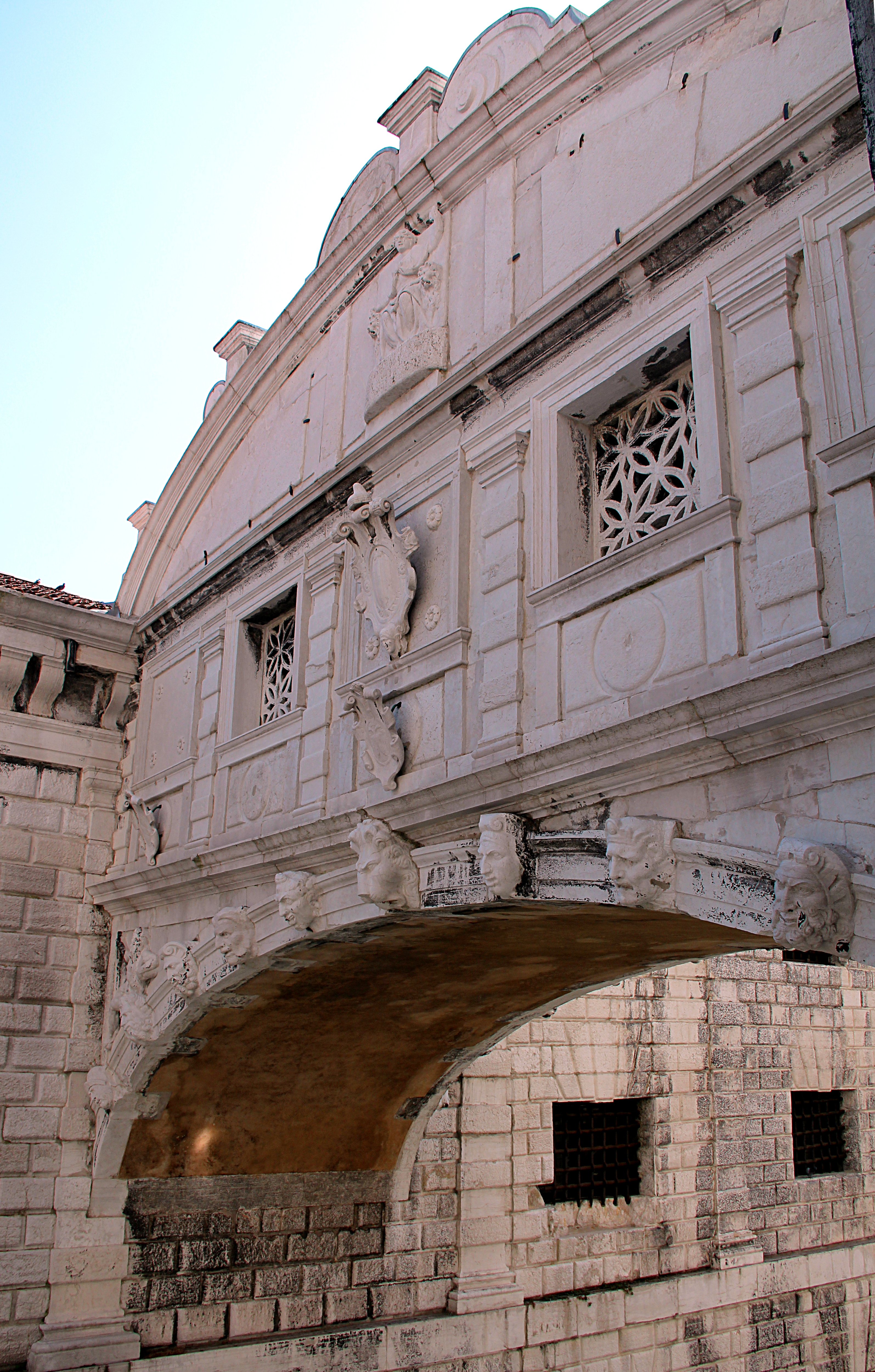
A Ponte dos Suspiros vista do Rio della Canonica.
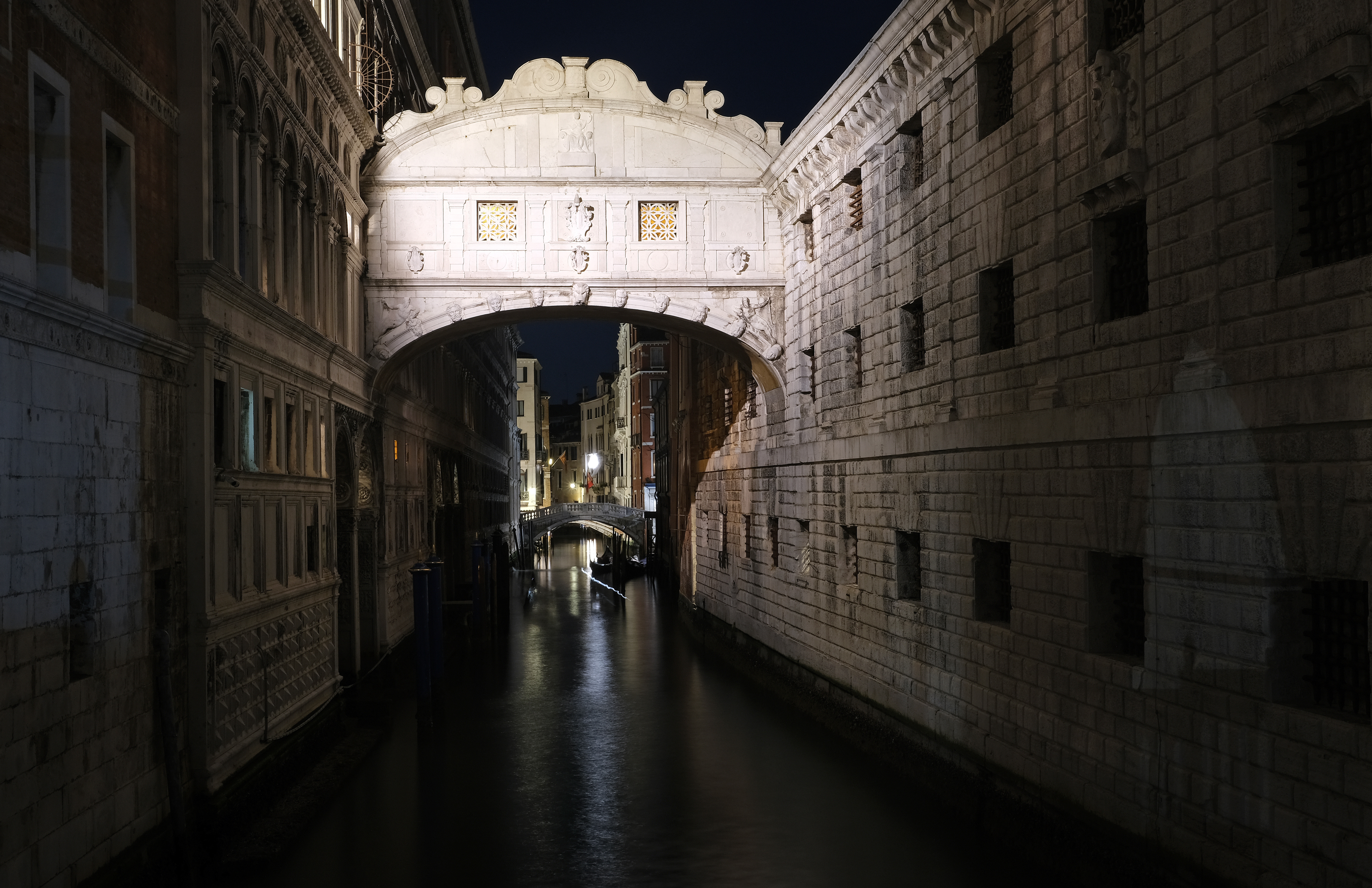
A ponte dos suspiros vista à noite

## Ligação externa
- Ponte dei Sospiri, Venezia, Italy
- Bridge of Sighs, Venice
- Ponte dos Suspiros no Structurae